# Военная коллегия пугачёвцев
Военная коллегия или Государственная военная коллегия — главный военно-административный орган армии Е. И. Пугачёва в ходе Крестьянской войны 1773—1775 годов. Члены (судьи) и секретари военной коллегии были ответственны за составление манифестов и указов, издаваемых от имени «императора Петра III», поддержание связи и координации действий с регионами восстания, пополнение и распределение денежной казны, запасов вооружения, пороха, продовольствия и фуража. Военная коллегия являлась главным судебным органом восставших, ответственным за разбор жалоб и проведение наказаний и казней. Необходимость в создании Военной коллегии возникла в связи со значительным расширением территории, охваченной восстанием, и увеличением количества людей, в него вовлечённых; неграмотному Пугачёву требовались люди для написания документов от его имени, ведения и разбора всё возрастающей деловой переписки; кроме того, создание органа по образцу имевшейся правительственной Военной коллегии придавало дополнительный вес и авторитет руководству восстания во главе с Пугачёвым среди казаков, крестьян и народов Урала и Поволжья.

## Военная коллегия восставших в период осады Оренбурга

### Создание и состав Военной коллегии
Необходимость в наличии грамотных людей для составления воззваний к казакам, крестьянам и инородцам была одной из главных забот Пугачёва и его главных сподвижников с момента самого начала обсуждения планов будущего выступления. После провалившейся попытки найти грамотеев в старообрядческих скитах на Иргизе, поиски были продолжены в Яицком городке и первым секретарём «императора Петра III» стал 19-летний Иван Почиталин. Из этих же соображений Пугачёвым был помилован и оставлен служить ему пленный сержант Дмитрий Кальминский, автор второго «царского» указа и текста присяги «императору Петру Фёдоровичу» (приревновав дворянина к самозванцу, яицкие казаки вскоре утопили Кальминского, о чём сам Пугачёв очень сожалел). С расширением региона, охваченного восстанием, проблема всё возрастающего объёма делопроизводства становилась острее с каждым днём — было необходимо ежедневно отправлять приказания, разбирать рапорты и прошения и отвечать на них. К тому же, Пугачёв лично участвовал в боевых действиях, а значит во время его отлучек требовалось наличие авторитетного органа коллегиального управления, чьи приказы и указания не вызывали бы никаких сомнений. Решающим поводом для создания Военной коллегии стал вал жалоб на действия башкирских и татарских отрядов, присоединившиеся к восстанию представители коренных народов Урала поспешили жечь построенные на их землях заводы и рудники, зачастую — вместе с деревнями приписанных к ним крестьян. Как показывал позднее на допросе судья Военной коллегии Иван Творогов: Пугачёву «наскучило давать самому указы свои…, так как и разбирать многие жалобы на башкирцев и казаков, в его толпе находящихся, в обидах и разорениях, народу причиняемых».
О создании Государственной военной коллегии Пугачёвым было объявлено 6 (17) ноября 1773 года, на следующий день после перехода армии Пугачёва из полевого лагеря под стенами осаждённого Оренбурга на зимние квартиры в Бердскую слободу: «Коль скоро пришёл он в Берду, то приказал он Овчинникову, чтоб завести для письменных дел Военную коллегию и в оной судьями посадить: Андрея Витошнова, Максима Шигаева, Ивана Творогова, Данилу Скобычкина (и сей Скобычкин — яицкой же казак). Из оных только грамотей был Творогов, а те безграмотные. Секретарями посадил Ивана Почиталина и велел писатца дьяком, а Максиму Горшкову велел писатца секлетарем; повытчика Супонева, — имяни его не знает, — из яицких же казаков». Костяк пугачёвской армии в ту пору составляли яицкие и илецкие казаки, а потому в судьи Военной коллегии были выбраны казаки, чей авторитет был несомненен. Главным судьёй был назначен яицкий старшина Андрей Витошнов, весьма зажиточный и всем известный 60-летний казак. В годах был и Данила Скобычкин, один из представителей «войсковой партии», в ходе Яицкого восстания 1772 года Витошнов и Скобычкин были участниками противоположных сторон. От илецких казаков в Коллегию был назначен атаман Илецкого полка Иван Творогов, четвёртым судьёй стал Максим Шигаев, про которого тот же Творогов показывал: «а Шигаев, хоть и ниже их сидел, но как он был их замысловатее и любимее больше самозванцем, то они следовали больше его советам»
Делопроизводством заведовали Почиталин и илецкий казак Горшков, под их руководством находился штат повытчиков (делопроизводителей), довольно скоро их число пришлось значительно увеличить, в помощь к Семёну Супоневу (Супонину) были назначены яицкий казак Иван Герасимов, писарь Бузулукской крепости Игнатий Пустоханов, писарь с завода Твердышева Иван Григорьев. В боях у деревни Юзеевой был пленён и принял присягу «Петру Фёдоровичу» подпоручик Михаил Шванвич, который после устроенной Пугачёвым «проверки» на знание иностранных языков был направлен в Военную коллегию для перевода перехватываемой правительственной корреспонденции на немецком и французском языках. К переводу повстанческой документации на «восточные языки» привлекались яицкие казаки Идеркей Баймеков (различные историки называют его казахом, татарином или башкиром) и его приёмный сын Балтай Идеркеев, владевшие арабским, персидским, тюрки и татарским языками.

### Главный судебный орган
Члены Военной коллегии именовались судьями, так как «ведали судом и расправой». В архивах не осталось документов, свидетельствующих об этой стороне деятельности Военной коллегии, во-первых потому, что основной архив был уничтожен пугачёвцами 24 марта (4 апреля) 1774 года, но главным образом потому, что «в сей названной коллегии никаких письменных судов не производилось, а разбираемы и решены оныя были судьями на одних словах» и «вся резолюция состояла только в одном слове и тотчас исполнялась». Суды проводились, как правило, под «председательством» самого Пугачёва, в его отсутствие — под руководством Шигаева. Атаманы отдельных отрядов восставших также никогда не ограничивали себя в праве вести расправу по своему усмотрению, но формально с учреждением Военной коллегии предписывалось «впредь некому смертной казни не чинить, но посылать виновных в Берду».
Для захваченных в плен солдат и офицеров правительственных войск вынесение смертного приговора впрямую зависело от признания Пугачёва государем и принятия присяги «Петру Фёдоровичу» или отказа от признания и присяги. При этом тела казнённых в Бердах оставляли без погребения и к весне, по сообщению ряда свидетелей, овраги вокруг слободы были полны трупами. Но основным занятием судей Военной коллегии был всё же разбор жалоб на грабежи и мародёрство отрядов восставших. Сохранившиеся в архивах указы Военной коллегии часто содержат требования к атаманам и полковникам оградить «подданных Петра III» от бесчинств и лихоимства: «Естли и впредь будут таковые престуники законам какия причинят обиды и разорения, то таковых, тотчас поймав, и по поимке присылать за караулом в вышеперечисленную Военную государственную коллегию при рапорте со изъяснением их преступления, с которыми поступлено будет по законам». Даже переход на сторону самозванца не всегда мог избавить население заводов и рудников от нападений. Множество жалоб на действия башкирских, мещеряцких и других инородческих отрядов требовало и проявления дипломатической гибкости. Военная коллегия регулярно направляла главному представителю восставших в Башкирии «графу Чернышёву» — Чике-Зарубину указы вернуть «разграбленное имение» и «впредь, естли ж какие злодеи окажутся, то… чинить смертную казнь, дабы впредь того чинить другие отваживаться не могли», ведь подобные бесчинства ставили перед заводскими крестьянами непростой выбор — искать защиты у самозванца или в правительственном лагере. Периодически представители Военной коллегии отправлялись к башкирам, чтобы вернуть захваченных пленных и их имущество. Так, например, в лагере в Бердах оказался мценский купец Иван Трофимов, проведший в башкирском плену шесть недель и впоследствии сам ставший секретарём Военной коллегии под именем Алексея Дубровского. Повстанческим властям не удалось полностью справиться с «иноверческой» проблемой, слишком различными были цели и чаяния у разных групп участников восстания.

### Административно-хозяйственная деятельность
В условиях увеличения количественного состава главной армии Пугачёва под Оренбургом (от 35 до более 100 тысяч человек по разным подсчётам), перед руководителями восстания остро встала необходимость налаженной регулярной поставки в лагерь в Бердах продовольствия и фуража, эта задача также легла на Военную коллегию. В первую очередь были выпущены распоряжения коллегии по охране уже имевшихся запасов провианта в захваченных крепостях. С этой же целью были предприняты ряд экспедиций отдельных отрядов восставших, так, одной из главных причин походов к Ильинской и Верхнеозёрной крепостям, а позднее — к Илецкой Защите, отряда под командованием Хлопуши были полученные сведения о больших запасах продовольствия в данных крепостях. Но наиболее успешными мероприятиями в этом направлении стали экспедиции атамана Ильи Арапова на Самарскую дистанцию и атамана Гаврила Давыдова в Бугурусланскую слободу. Атаманам предписывалось изъять весь хлеб в поместьях этих богатых зерносеющих регионов: «барской всякого рода хлеб приказывать молотить, а намолоченный — молоть, а смоловши, присылать в здешнюю армию…, также и овса сколько найдётся высылать тоже». Атаманам строго предписывалось при этом, чтобы «посланные поверенные не отважились чинить крестьянам никаких обид». Хлеб пекли в Чернореченской крепости и в Сеитовой Каргале, где имелось достаточно печей, откуда его развозили по лагерям отрядов из расчёта по два каравая на десять человек через день. При этом крестьянам разрешалась свободная торговля хлебом и другими продуктами на рынке в Бердах, Военная коллегия лишь установила предел цен, имевшихся до восстания. Запрещалась лишь свободная продажа вина, которое продавалось «от казны». В целом, несмотря на то, что в марте 1774 года Арапов и Давыдов были оттеснены от Самары и Бугуруслана правительственными корпусами Голицына и Мансурова, восставшие не чувствовали затруднений с поставкой продовольствия практически в ходе всей осады Оренбурга.
Пополнением и распределением денег в «государевой казне» от Военной коллегии заведовал Шигаев, денежное содержание выдавалось по привычным казачьим обычаям — «как деньги случатся», как показывали казаки на допросах: «Дача жалованья производима была не в одно время, а тогда, как привезут откуда деньги». Источником пополнения казны были захваченные кассы уральских заводов и крепостей, грабежи поместий, в меньшей степени — от продажи соли и вина. Денег собственной чеканки у восставших не было.

### Издание указов, манифестов и переписка с регионами восстания
Создание Военной коллегии было вызвано необходимостью наличия понятных для народа атрибутов верховной власти. Недаром главные соратники Пугачёва получили в это же время громкие титулы: Чика-Зарубин — «графа Чернышёва», атаман Овчинников — «графа Панина», Максим Шигаев — «графа Воронцова», Фёдор Чумаков — «графа Орлова». Правительственная Военная коллегия со времён Петра I управляла казачьими войсками империи и олицетворяла для казаков верховную власть, поэтому неудивительно, что в пугачёвском войске главный военно-административный орган получил это имя. На секретарей и повытчиков Военной коллегии выпала задача по составлению и рассылке указов и рескриптов «императора Петра Фёдоровича», которые не вызвали бы в простом народе сомнения в их царском происхождении. Безусловно, что само содержание этих документов, отвечавших заветным чаяниям различных групп населения, вовлечённого в восстание, снимало большинство возможных сомнений, но и формальная сторона делопроизводства играла важную роль. После создания Военной коллегии Максим Шигаев и Иван Почиталин первым делом добыли сборник напечатанных и переплетённых вместе правительственных публичных указов, который секретари коллегии и использовали в качестве образца, «выбирая лутчие речи из разных печатных и письменных указов». Впрочем, по их признанию, «они и по той выборке не умели порядочно речей сплести и упражнялись в составлении больше недели». Но ставка Пугачёва собирала самых разных людей, так, однажды, неоценимую помощь в написании указа к оренбургскому губернатору Рейнсдорпу оказал грамотный заводской крестьянин с одного из заводов Иван Петров, отправленный односельчанами в Берды с жалобой на действия башкирского отряда. Написанный с его помощью текст указа от 17 (28) ноября 1773 года получил «истинно державное» звучание, словесные формулировки его текста включались в большинство последующих манифестов и указов Пугачёва.
Появление в составе Военной коллегии подпоручика Михаила Шванвича позволило атаманам восставших не только читать перехватываемую правительственную переписку на иностранных языках, но и издавать собственные документы на них. Документально известно о минимум одном указе Пугачёва на немецком языке, Шванвич в течение двух дней весьма качественно перевёл написанный 17 (28) декабря 1773 года указ к Рейнсдорпу и 20 декабря русский и немецкий варианты указа были подброшены к стенам Оренбурга. Даже единственный подобный документ из лагеря пугачёвцев вызвал сильнейший переполох в правительстве и потребовал от Екатерины II указаний о немедленном и тщательном расследовании происхождения данного указа, подтверждавшем многие опасения, что за заговором Пугачёва могут стоять иностранные державы. По-своему использовали появление Шванвича в коллегии её секретари и повытчики, Иван Почиталин попросил для себя составления русской азбуки с целью продолжить своё обучение грамоте, а более грамотные повытчики попросили составления для себя азбуки французской.
Наряду с именными указами «императора Петра Фёдоровича» Военная коллегия начала выпускать и документы за двойной подписью — «Указы его императорского величества и Государственной военной коллегии». Для придания бумагам, выходящим из коллегии вида подлинных, наравне с официальными правительственными документами, они скреплялись сургучными печатями. Поначалу использовались печати из числа захваченных в различных крепостях и заводах, но в январе 1774 года мастерам в Яицком городке были заказаны две серебряные печати, которые были готовы к марту месяцу. Одна содержала изображение человека в короне и с лавровым венком и надписью «Б. Г. П. П. Т. имп. и самодер. Всеросс. 1774 г.» (что должно было означать — «Большая государственная печать. Пётр Третий, император и самодержец Всероссийский. 1774 год»), ею активно пользовались вплоть до захвата Казани. Вторая предназначалась для Военной коллегии, на ней был изображён герб Российской империи и надпись «Гдрь Военной коллегии печать 774», но она была утеряна после того, как большая часть членов Военной коллегии была пленена в начале апреля 1774 года. Была также специальная печать для указов и переписки на татарском языке.
Манифесты и указы пугачёвской ставки пользовались популярностью в народе, широкое распространение они получали благодаря тому, что получали размножение в каждом новом селе или городке. Так, например, Манифест от 2 (13) декабря 1773 года, результат коллективных усилий Почиталина, Горшкова и Петрова, сохранился до наших дней в 36 списках, датируемых от декабря 1773 года по 23 июня 1774 года, его текст оглашали атаманы пугачёвских отрядов под Уфой, Кунгуром, в Самаре, в Красноуфимской крепости, на уральских заводах, в уездах Западной Сибири. Большая часть архива Военной коллегии периода осады Оренбурга была сожжена по приказу Пугачёва в конце марта 1774 года. По мнению следователей Оренбургской секретной комиссии, самозванец пытался таким образом обезопасить авторов и адресатов переписки, упоминавшихся в бумагах. Но Почиталин и Горшков на допросах говорили, что причина была прозаичней и Пугачёв распорядился сжечь архив одновременно с приказом бросить часть пушек «для облегчения». Согласно распоряжению императрицы, указы Пугачёва и Военной коллегии в случае их захвата должны были публично сжигаться, и далеко не всякий раз при этом командиры правительственных отрядов предварительно делали с них списки. Большая часть повстанческих документов также была уничтожена в пожаре Москвы 1812 года. Всего в архивах сохранилось 46 подлинных экземпляров различных документов, вышедших непосредственно из Военной коллегии, хотя историки говорят о, как минимум, 200 документах, косвенно упоминаемых в правительственной переписке и протоколах допросов. Так, известный исследователь, автор источниковедческих работ по истории Пугачёвского восстания Р. В. Овчинников, писал в своих трудах о 119 утраченных документах, текст или содержание которых удалось реконструировать по разработанной им методике.

## Военная коллегия в апреле-августе 1774 года
В ходе тяжёлых поражений пугачёвцев от правительственных войск экспедиции Бибикова Военная коллегия первого состава практически перестала существовать. Судья Данила Скобычкин погиб в сражении у Татищевой крепости, судьи Шигаев и Витошнов, а также секретари Почиталин и Горшков и повытчик Пустоханов были пленены после боя у Сакмарского городка. Михаил Шванвич в суматохе сумел покинуть пугачёвский лагерь и добровольно сдался оренбургским властям. Судьба остальных повытчиков неизвестна. Из всего состава Военной коллегии лишь атаман Илецкого полка Иван Творогов сумел уйти с Пугачёвым на Южный Урал. Но Пугачёв не оставил идею Военной коллегии, оторвавшись от преследования, он велел восстановить её деятельность, пусть и в гораздо более усечённом составе. Секретарями коллегии были назначены И. Шундеев, повытчиками — А. Седачёв и, чуть позднее, Г. Туманов (заведовавший походной канцелярией атамана Грязнова в период осады Челябинска). Были разосланы указы во все повстанческие отряды на Урале с требованием идти на соединение с отрядом Пугачёва, а также требования по пополнению армии запасами оружия, продовольствия и фуража. Жизнь этого состава Военной коллегии оказалось короткой, в бою у Магнитной крепости 7 (18) мая 1774 года пропал Седачёв, а через две недели 21 мая (1 июня) 1774 при разгроме отряда Пугачёва у Троицкой крепости попали в плен Шундеев и Туманов.
Но Пугачёв вновь возрождает Военную коллегию, назначив в конце мая 1774 года её секретарём Алексея Дубровского (бывшего мценского купца и приказчика Златоустовского завода Ивана Трофимова, назвавшегося в Бердах вымышленным именем), а повытчиком заводского писаря Герасима Степанова, прослуживших в этом качестве вплоть до последней битвы главной армии Пугачёва под Чёрным Яром. Главной задачей этой пары стало написание указов по призыву в армию Пугачёва многочисленного «чёрного народа» — крепостных крестьян Поволжья. Именно с этого момента в манифестах Пугачёва отчётливо стал проявляться антикрепостнический характер, в наиболее радикальной форме отразившийся в знаменитых указах к жителям Саранска от 28 июля (8 августа) 1774 года и к жителям Пензы от 31 июля (11 августа) 1774 года. Указы, ставшие по сути манифестами об освобождении крестьян от крепостной зависимости и даровании им земли и всех угодий «без покупки и без оброку», привели к тому, что в восстание было вовлечено население численностью более миллиона человек. Известный историк крестьянского вопроса в XVIII-XIX веках В. И. Семевский писал, что Указ от 31 июля — «настоящая жалованная грамота всему крестьянскому люду, это хартия, на основании которой предстояло создать новое мужицкое царство». Указы Дубровского ещё сделали своё дело при добровольной сдаче Пугачёву поволжских городов и станиц Волжского казачьего войска, присоединении к армии восставших калмыцкой орды, но армия восставших стремительно теряла моральный дух и боеспособность. Под Саратовом среди пугачёвских полковников начались разговоры о возможности выдачи Пугачёва правительству взамен прощения. В рядах участников этого заговора оказались и последние члены Военной коллегии Иван Творогов и Алексей Дубровский.